# 1360

## Събития
- Мир между Англия и Франция е сключен в Бретини.

## Родени
- Джовани ди Бичи, флорентински аристократ

## Починали
- ? – Йоан Кукузел, църковен певец и композитор